# Hochspannungsschalter

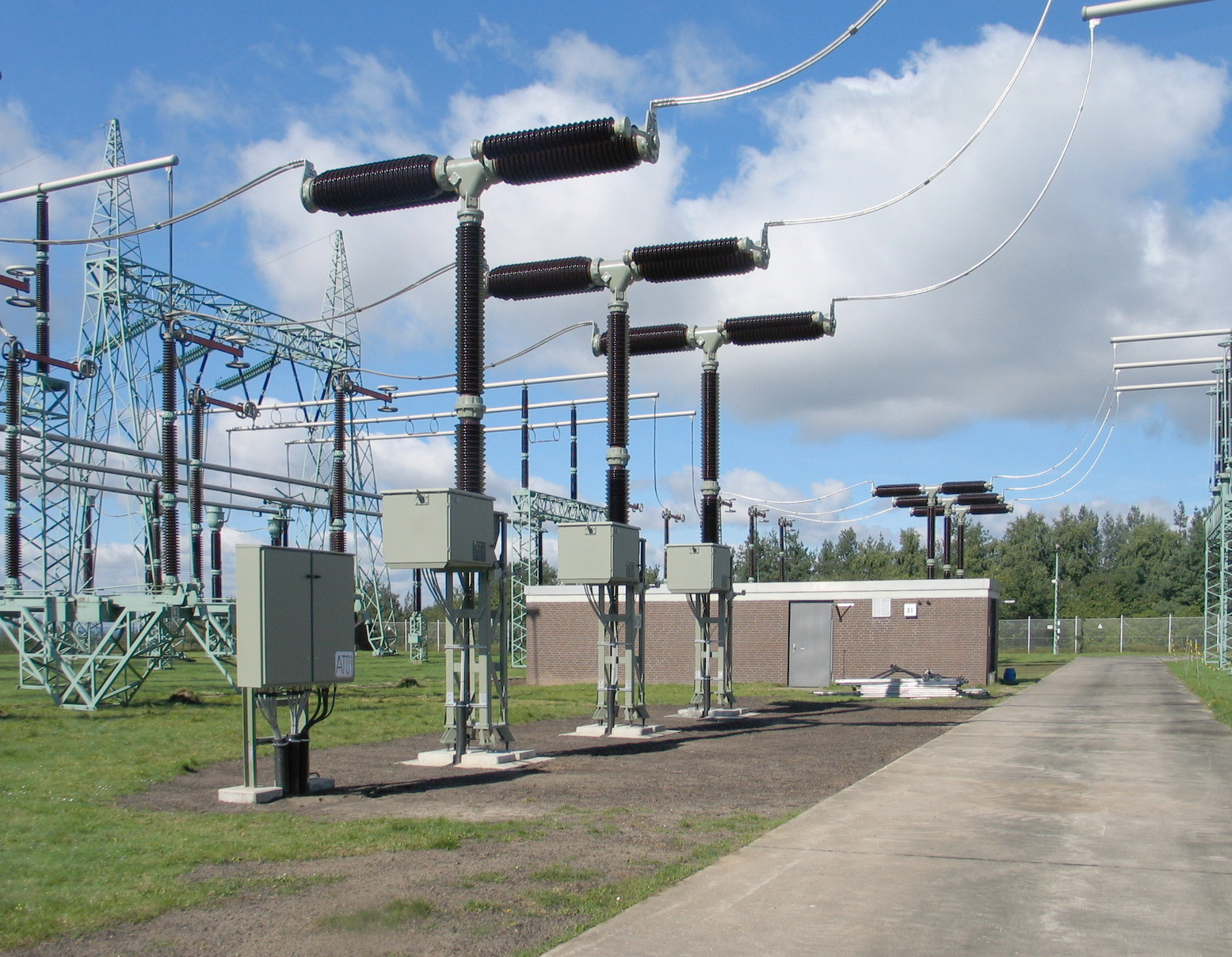
Drei 400 kV-Blaskolbenschalter mit SF_{6}-Gas als Isolier- und Löschmedium in T-Bauform, bestehend aus je zwei horizontalen Schaltelementen.

Hochspannungsschalter sind elektrische Schalter für Spannungen über 1 Kilovolt (kV). Schalter für Spannungen unterhalb von 1 kV werden Niederspannungsschalter genannt. Hochspannungsschalter unterscheidet man in Leistungsschalter, Lastschalter, Lasttrennschalter und Trenner. Hochspannungsschalter werden in Umspannwerken, Lastverteilerwerken oder auch im Bereich von Kraftwerken eingesetzt und aus Leitzentralen ferngesteuert. Sie können mit Motor-, Federspeicher- oder Druckluftantrieb ausgestattet sein. Kompakte Bauformen finden sich in gasisolierten Schaltanlagen.

## Leistungsschalter

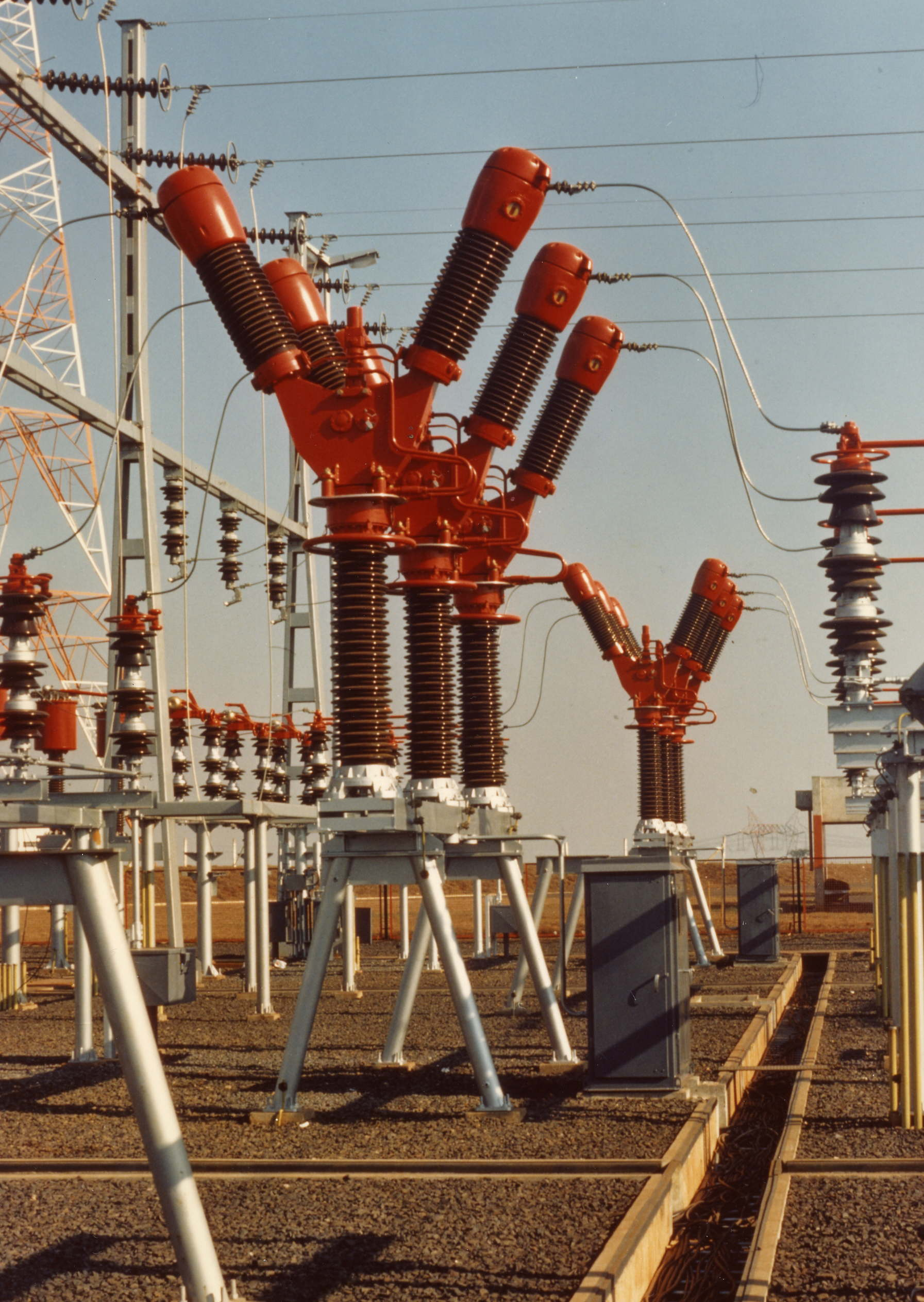
Ölarme Leistungsschalter in einer Freiluftschaltanlage mit der typischen Y-Form.

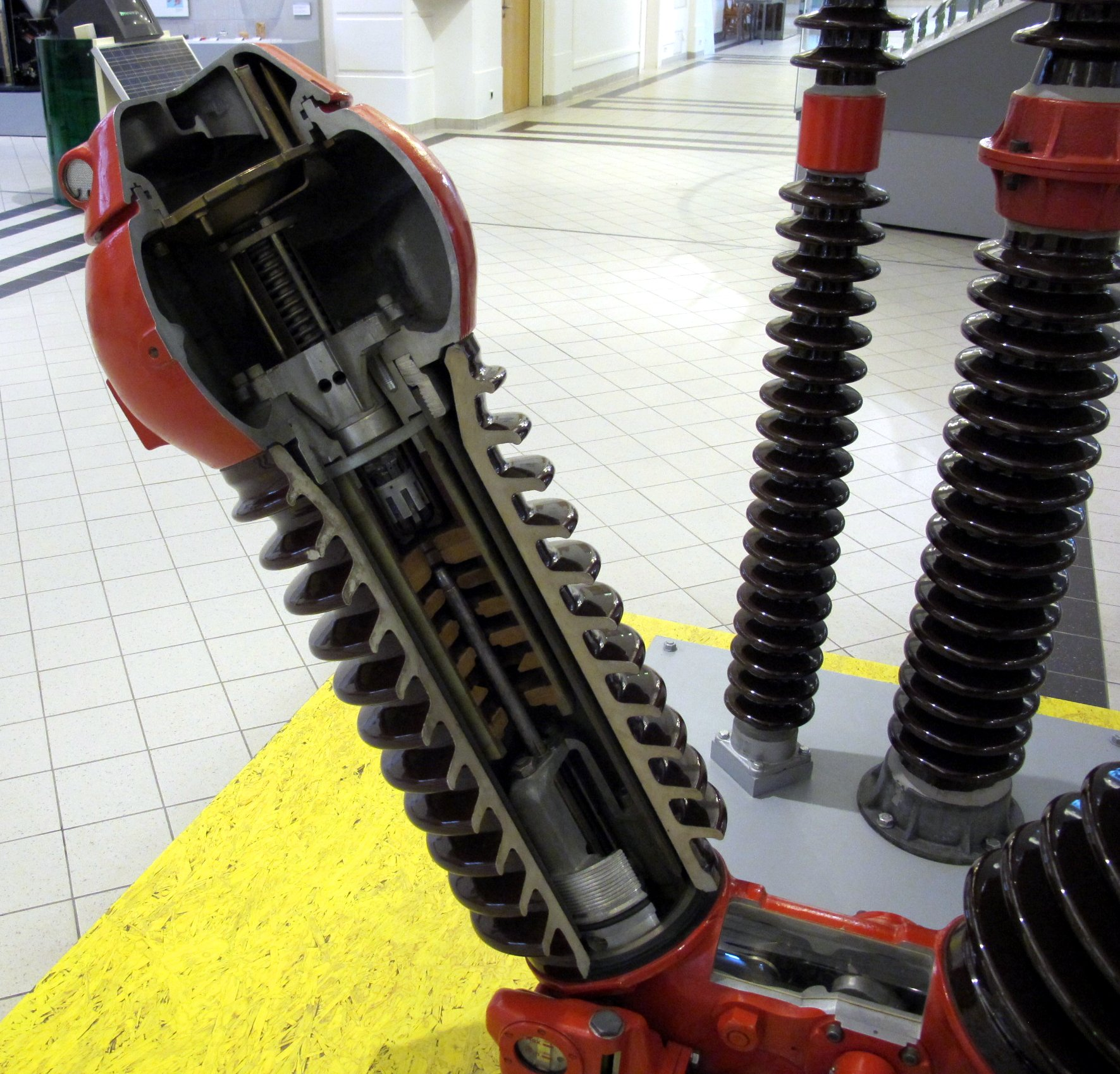
Schnittmodell eines ölarmen Hochspannungs-Leistungsschalters.

Das Schaltvermögen, also die Möglichkeit, eine bestehende elektrische Verbindung zu lösen, ist bei Leistungsschaltern am größten und wird in Form der Kurzschlussleistung ausgedrückt. Leistungsschalter können Lastströme im Kurzschlussfall bis zu mehreren Kiloampere (kA) schalten.
Übliche Auswahlkriterien für Leistungsschalter sind:
- die Betriebsnennspannung und Spannungsebene
- der Betriebsnennstrom (einige wenige kA)
- der Kurzschlussstrom.

Leistungsschalter sind im Allgemeinen für Kurzschlussströme von 30 kA, 40 kA, 50 kA und 63 kA erhältlich. Zu beachten ist, dass jeder gelöschte Kurzschluss einen erheblich stärkeren Abbrand an Abbrandtulpe und Abbrandstift verursacht als normale Betriebsströme. 
Die Nennausschaltleistung dieser Schalter liegt im Bereich einiger 100 MW aufwärts. Aufgrund des großen Schaltvermögens erfolgt heute der eigentliche Schaltvorgang unter Schutzmedien wie Vakuum oder Schutzgasen wie Schwefelhexafluorid (SF6). Ältere Leistungsschalter mit Druckluftantrieb sind oft ohne Schutzgas oder Vakuum konstruiert: Der vor allem beim Ausschalten entstehende Lichtbogen wird durch Druckluft ausgeblasen. In älteren Anlagen verbreitet sind auch ölarme Leistungsschalter, bei denen der Lichtbogen mittels Öl gelöscht wird. Bei der ältesten Bauform von Leistungsschaltern, den heute kaum noch im Einsatz befindlichen Kesselölschaltern, erfolgt der Schaltvorgang in einem mit Öl gefüllten Kessel. Dabei besteht durch die Gasbildung im Öl durch den Schaltlichtbogen die Gefahr einer Ölschalterexplosion.
Bei Leistungsschaltern ist, da sie auch in Freiluftschaltanlagen immer gekapselt ausgeführt sein müssen, von außen nicht unbedingt zu erkennen, ob der Schalter geöffnet oder geschlossen ist.
Für höhere Wechselspannungen, wie in der 400 kV-Ebene, werden üblicherweise zwei oder mehr Leistungschalter in Reihe geschaltet. Die eigentlichen Schalter befinden sich bei der T-Bauform in den beiden horizontalen Keramikkörpern, bei den V-förmigen Anordnung in den beiden schräg angeordneten Keramikisolatoren. Um die Wechselspannung zwischen den beiden Schaltern gleichmäßig aufzuteilen und Schäden durch zu hohe Spannungen an einem Schalter zu vermeiden, befinden sich in Serie geschaltet zwei Hochspannungskondensatoren, die als kapazitiver Spannungsteiler wirken. Der bei geöffnetem Leistungsschalter auftretende Blindstrom wird durch den in Reihe geschalteten Trenner unterbrochen.

## Leistungstrennschalter
Der Leistungstrennschalter ist eine Kombination aus Leistungsschalter und Trennschalter. Er kann Betriebs- und Leerlaufströme ein- und ausschalten. Der Leistungstrennschalter stellt auch die nach DIN/VDE 0105 vorgeschriebene Trennstrecke her. Allerdings ist der Schalter nur bis etwa 40 kV anzutreffen.
Leistungstrennschalter sind ca. 1/3 billiger als Leistungsschalter, haben aber viel weniger Schaltspiele.
- Beispiel: Leistungstrennschalter 22 × 16 kA; Leistungsschalter 100 × 16 kA.

## Lastschalter
Lastschalter schalten Last- oder Leerlaufströme in Anlagen bis 30 kV. Sie sind in der Lage, ihren Bemessungsnennstrom "ein" und "aus" zu schalten. Der Lastschalter kann ebenfalls bis zu seinem Bemessungskurzschlussstrom auch bei einem Fehler "Ein"schalten. Jedoch kann er im Fehlerfall (Kurzschluss) nicht "Aus"schalten.

## Lasttrennschalter

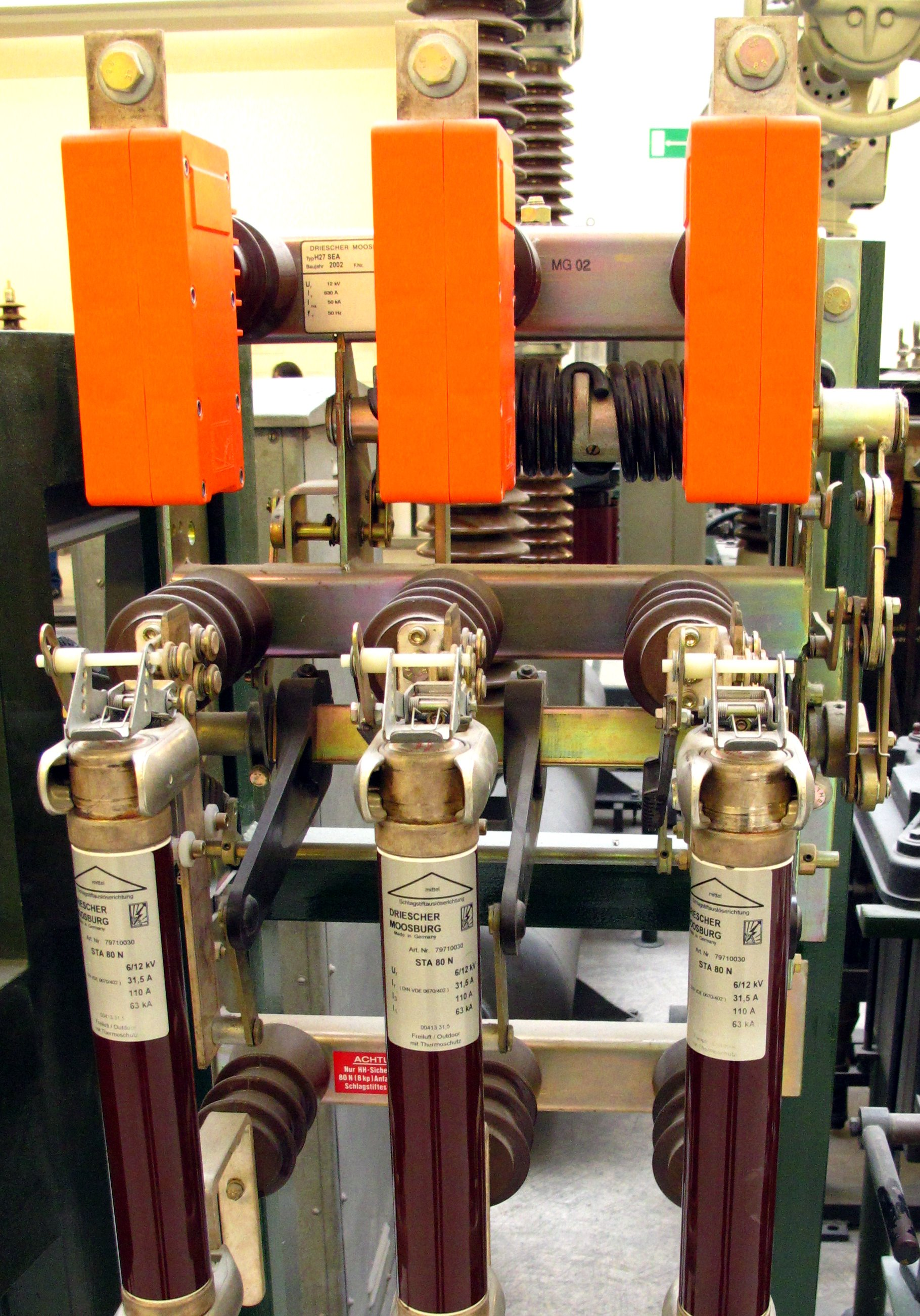
Lasttrennschalter für 12 kV mit HH-Schmelzsicherungen.

Dieser Hochspannungschalter kann, wie der Lastschalter, Betriebsströme aus- und einschalten und Kurzschlussströme einschalten. Allerdings stellt der Lasttrennschalter auch die vorgeschriebene Trennstrecke nach DIN/VDE 0105 her. Er wird vorwiegend im Mittelspannungsbereich verwendet (10 bis 30 kV). Sein Schaltvermögen liegt etwa bei Strömen zwischen 40 und 63 kA.

## Trenner
Ein Trenner hat keine Lichtbogenlöscheinrichtung und kann daher elektrische Stromkreise nur dann voneinander trennen, wenn kein Laststrom fließt. Dieser Vorgang wird in der Energietechnik zur Unterscheidung als trennen und nicht als schalten bezeichnet. Trenner sollen in Freiluftschaltanlagen die elektrische Verbindung nach VDE 105 sichtbar auftrennen, das Schaltvermögen kann sich auf die durch die Leitungsabschnitte verursachten kapazitiven Blindströme von einigen wenigen 100 mA beschränken.
Trenner werden bei Leitungsabgängen üblicherweise in Reihe mit Leistungsschaltungen geschaltet, da ein Trenner nur dann geöffnet oder geschlossen werden kann, wenn der entsprechende Leistungsschalter geöffnet ist und somit kein nennenswerter Strom über den Trenner fließt. Der eigentliche Trennvorgang kann durch die vergleichsweise langen Wegstrecken bei größeren Trennern wie den Pantografentrenner bis zu einigen Sekunden betragen, während der Schaltvorgang eines Leistungsschalters einige 10 ms dauert.

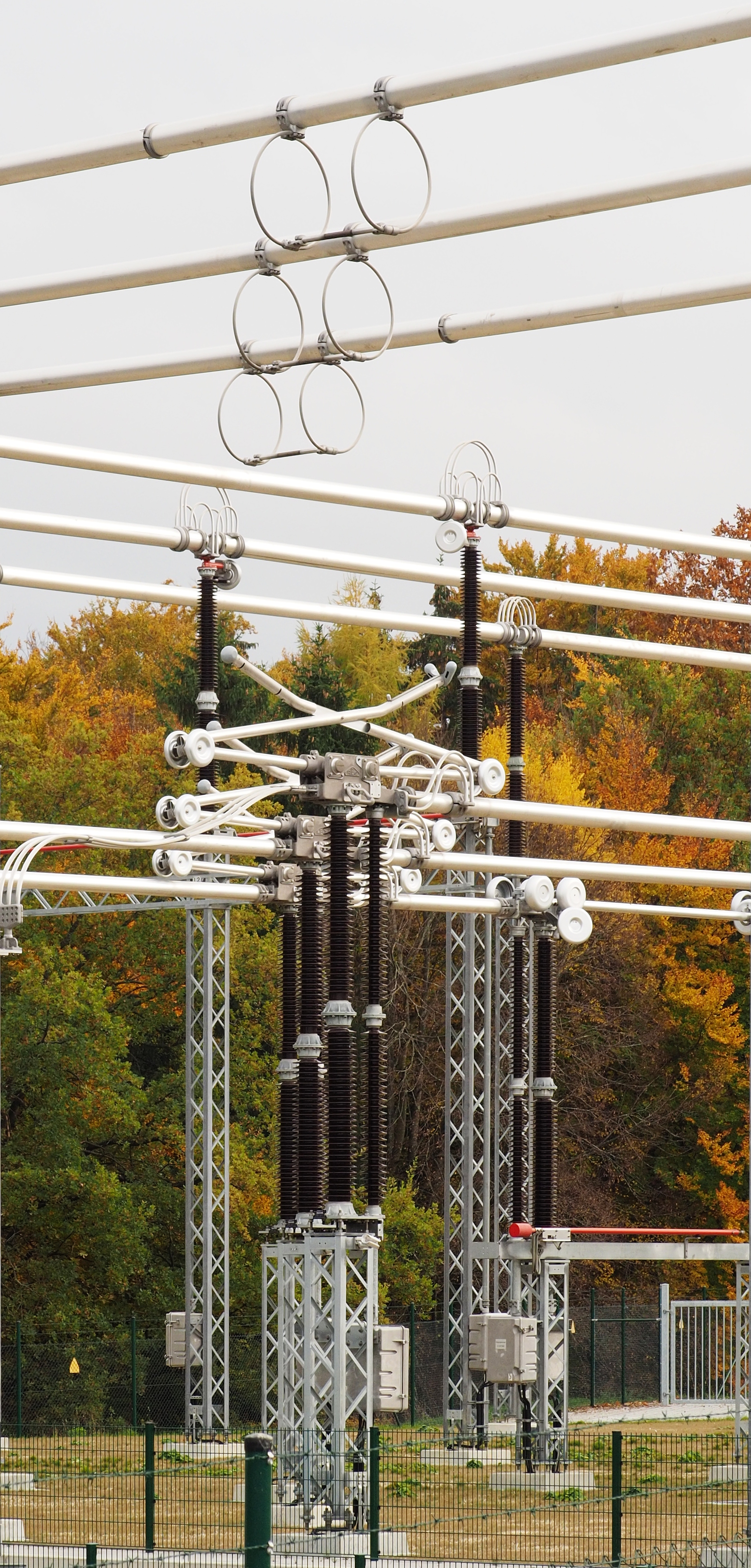
Eine Gruppe von drei Trennern (Bauart Pantograf- oder Scherentrenner, geöffnet) in einer Freiluftschaltanlage für 380 kV
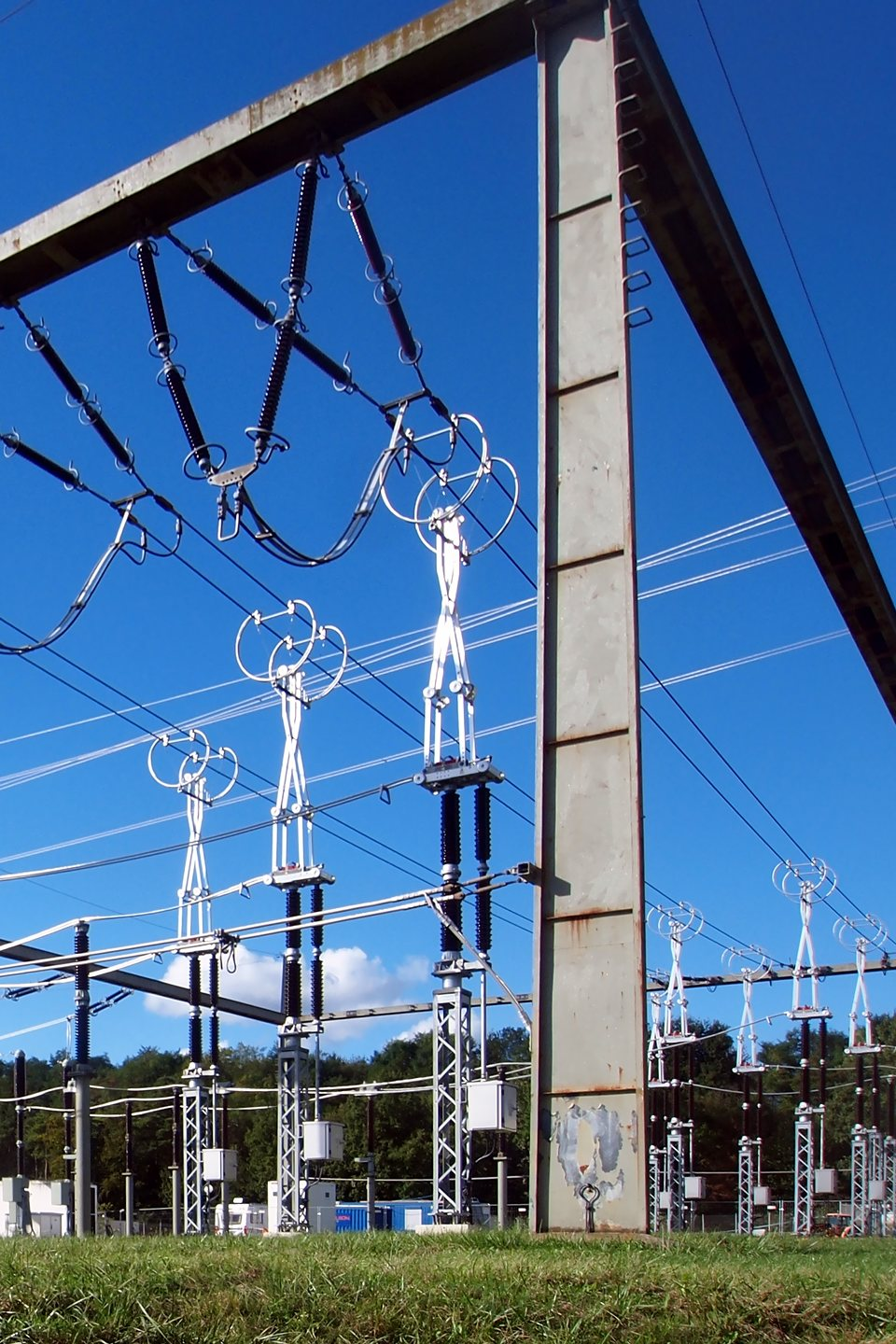
Scherentrenner für 220 kV, geschlossen

## Erdungstrennschalter
Der Erdungstrennschalter stellt eine leitende und kurzschlussfeste Verbindung zwischen dem Leiter und der Erde her. Oft ist auch eine Kombination aus Trenner und Erdungstrennschalter anzutreffen.

## Kurzschließer oder Schnellerder
Kurzschließer und Schnellerder werden mit Federkraft geschlossen. Sie dienen unter anderem in Schaltanlagen mit Hochleistungs-Hochspannungssicherungen (HH-Sicherungen, d. h., Schmelzsicherungen) dazu, eine Überlastung z. B. durch einen weit entfernten Lichtbogenfehler dadurch schnell zu beenden, dass ein örtlicher Kurzschluss und eine Erdung herbeigeführt werden. Die Kurzschließer werden dazu über Stromwandler ausgelöst und haben einen Federspeicher, der mit einem kleinen Zugmagnet ausgelöst wird, den Schalter in sehr kurzer Zeit schließt und durch den Kurzschluss die Sicherung oder ein Schutzgerät zum Auslösen bringt.
Kurzschließer sind luftisoliert und sehr einfach aufgebaut, da sie den Kurzschlussstrom nur ein-, nicht jedoch ausschalten müssen. Kurzschließer müssen oft per Hand wieder geöffnet bzw. gespannt werden.